# Saint-Élix-d’Astarac
Saint-Élix-d’Astarac ist eine französische Gemeinde mit 184 Einwohnern (Stand 1. Januar 2022) im Département Gers in der Region Okzitanien. Sie gehört zum Kanton Val de Save und zum Arrondissement Auch.
Die Gemeinde trug früher den Namen Saint-Élix, wurde aber mit Wirkung vom 25. Dezember 2017 auf die aktuelle Bezeichnung umbenannt.

## Lage
Sie grenzt im Norden an Saramon, im Nordosten an Mongausy, im Südosten an Pellefigue, im Südwesten an Simorre und im Westen an Sémézies-Cachan.

## Bevölkerungsentwicklung
| Jahr                       | 1962 | 1968 | 1975 | 1982 | 1990 | 1999 | 2008 | 2016 |
| -------------------------- | ---- | ---- | ---- | ---- | ---- | ---- | ---- | ---- |
| Einwohner                  | 153  | 155  | 135  | 122  | 112  | 122  | 186  | 196  |
| Quellen: Cassini und INSEE |      |      |      |      |      |      |      |      |

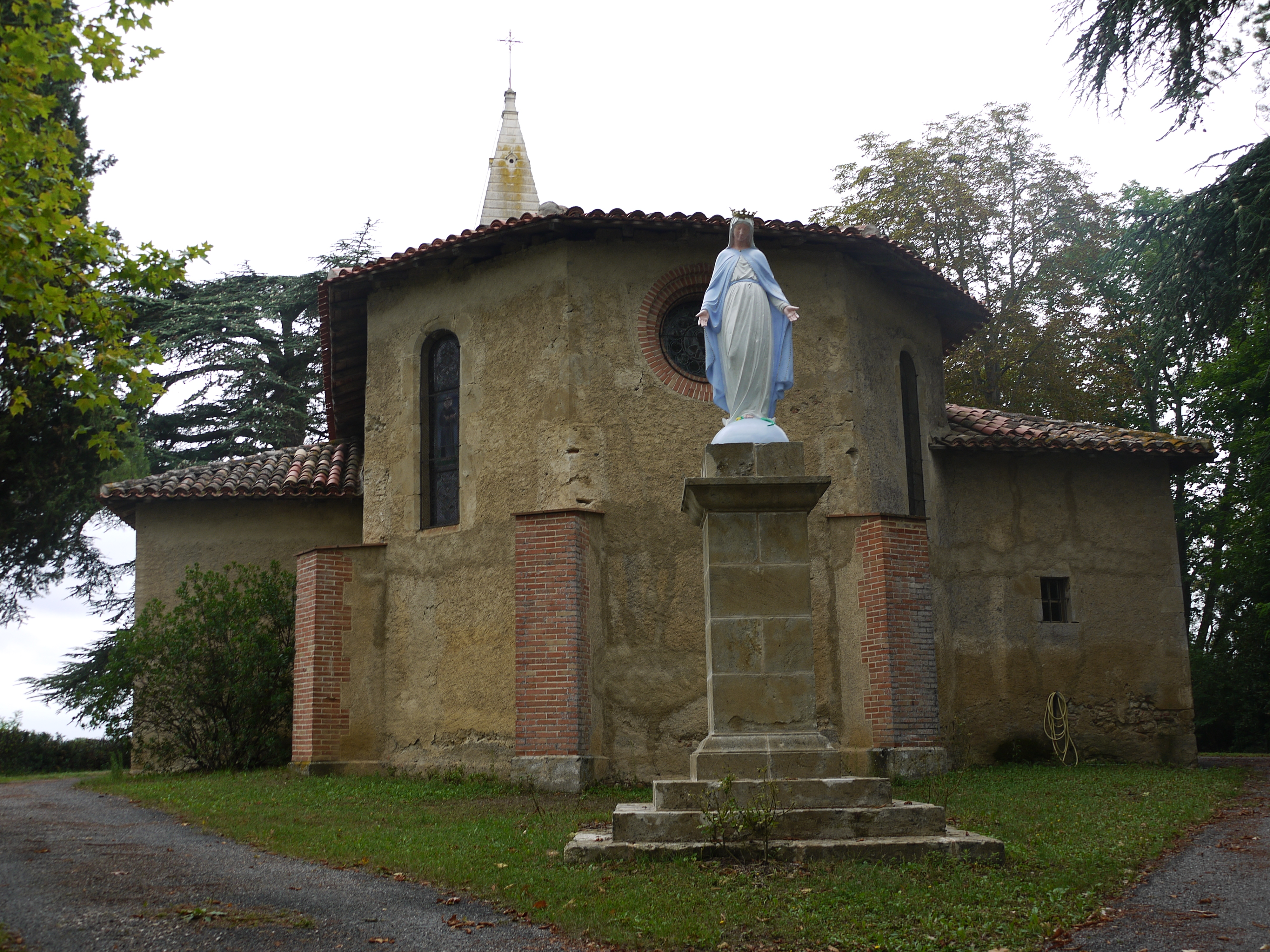
Kirche Saint-Pierre-ès-Liens
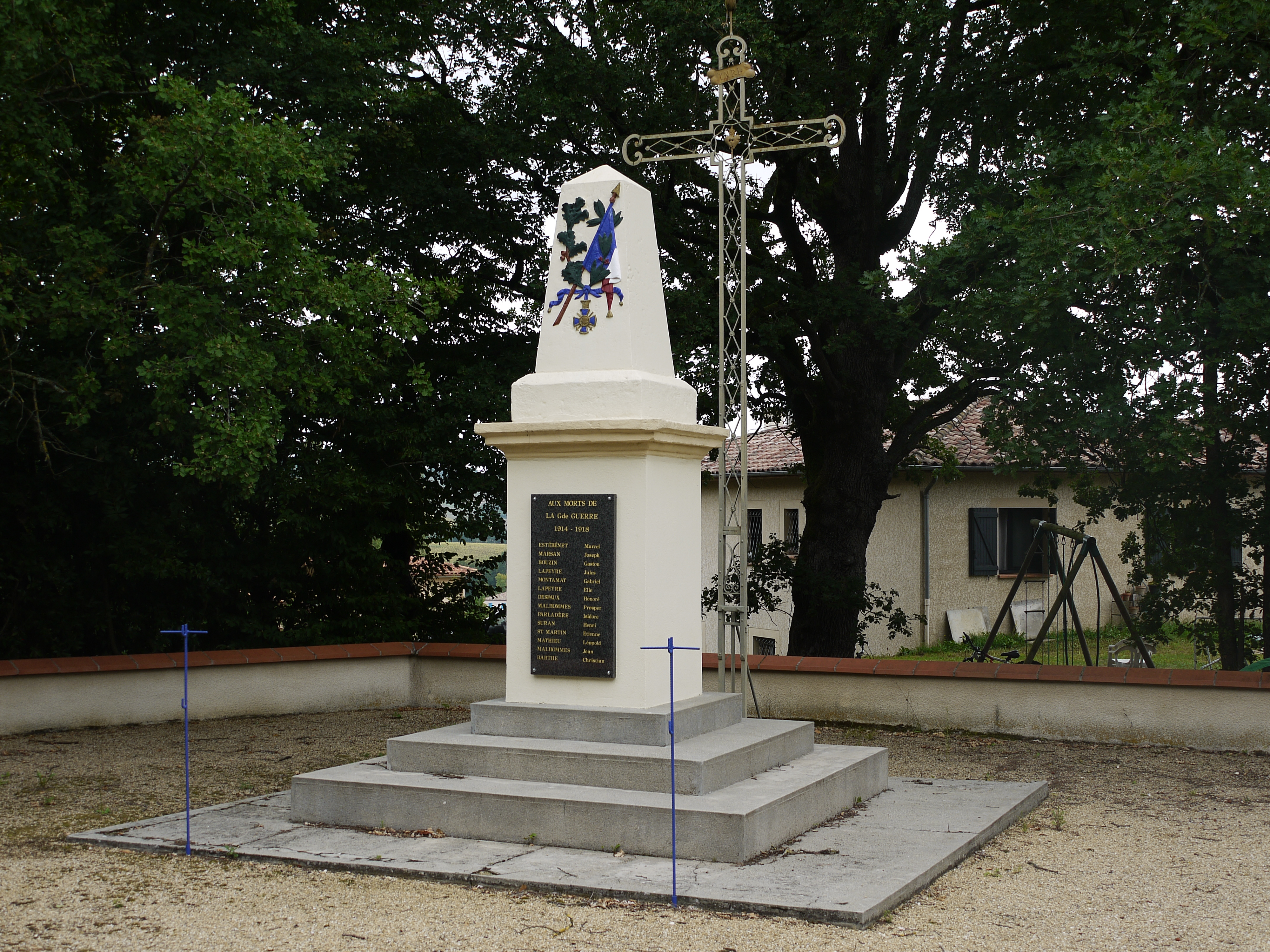
Kriegerdenkmal